# Nachal Mejrav
Nachal Mejrav (hebrejsky: נחל מירב) je vádí v Horní Galileji, v severním Izraeli.
Začíná v nadmořské výšce přes 350 metrů, na západním okraji vesnice Ejn Ja'akov. Směřuje pak postupně se zahlubujícím a zalesněným údolím k západu, přičemž ze severu míjí obec Ga'aton. Nachází se tu pramen Ejn Mejrav (עין מירב), který je turisticky využíván jako pikniková plocha. Ústí pak poblíž lokality Churvat Ga'aton (חרבת געתון) zleva do vádí Nachal Ga'aton.